# Erik Gerritsen
Erik Gerritsen (Den Haag, 23 mei 1962) is een Nederlands topambtenaar. Tussen 2015 en juni 2021 was hij de secretaris-generaal van het ministerie van Volksgezondheid, Welzijn en Sport. Sinds 1 juni 2021 is hij bestuursvoorzitter van de woningcorporatie Ymere in Amsterdam.

## Studie
Erik Gerritsen studeerde na het vwo aan de Dalton Scholengemeenschap te Voorburg gevolgd te hebben, van 1980 tot 1986 politicologie aan de Erasmus Universiteit Rotterdam waarin hij zijn doctoraal behaalde. Van 1990 tot 1991 studeerde hij informatiemanagement aan de Universiteit van Amsterdam waarin hij zijn master behaalde. 28 november 2011 promoveerde hij aan de Universiteit van Amsterdam in de bestuurswetenschappen.

## Loopbaan
Gerritsen was van 1986 tot 1996 achtereenvolgens werkzaam als beleidsmedewerker FEZ, hoofd financiën en control en plaatsvervangend directeur financieel-economische zaken voor het ministerie van Financiën, waarna hij directeur financieel-economische zaken en later ook plaatsvervangend secretaris-generaal werd van het ministerie van Buitenlandse Zaken tot 2000. Tot 2007 was hij werkzaam als gemeentesecretaris en tot 2009 als kennisambassadeur van de gemeente Amsterdam. Van 2009 tot 2014 was hij werkzaam als bestuursvoorzitter van Bureau Jeugdzorg Agglomeratie Amsterdam en van 2014 tot 2015 was Gerritsen werkzaam als bestuursvoorzitter van Jeugdbescherming Regio Amsterdam. Tussen 1 juni 2015 en juni 2021 was hij werkzaam als secretaris-generaal van het ministerie van Volksgezondheid, Welzijn en Sport. Sinds 1 juni 2021 is hij bestuursvoorzitter van de woningcorporatie Ymere in Amsterdam.

## Privé
Gerritsen is gehuwd en heeft 2 dochters. Hij is woonachtig in Amsterdam.
- Gemeinsame Normdatei: 1022271571
- International Standard Name Identifier: 0000 0003 9186 4551
- Library of Congress Control Number: n2013040640
- Nederlandse Thesaurus van Auteursnamen: 086822144
- Parlement.com: vjsravthjrux
- Virtual International Authority File: 285803164
- WorldCat: E39PBJwCX8WMK6R848YyPhxxDq